# Бессмертник
Бессме́ртник (лат. Xerochrysum) — олиготипный род двудольных растений семейства Астровые (Asteraceae). Выделен в качестве самостоятельного таксона из рода Цмин (Helichrysum) российским ботаником Николаем Николаевичем Цвелёвым в 1990 году.
Как правило, в литературе и интернет-источниках под тривиальным названием «бессмертник» встречаются упоминания представителей рода Цмин (Helichrysum), в состав которого ранее включали и виды, в настоящее время относящиеся к ботаническому роду Бессмертник (Xerochrysum).

## Название
Несмотря на то, что Цвелев Н.Н. при описании нового рода Xerochrysum в явном виде не указал этимологию научного латинского названия, тем не менее оно очевидно происходит от др.-греч. ξηρός ("kseros" - сухой, высохший, усохший) и др.-греч. χρυσός ("khrūsós" - золото) и дано по ярко-золотистой окраске прицветников многих видов рода. Также вероятно, автором обыгрывается  устаревшая синонимика, когда растения относили к родам Xeranthemum L. и Helichrysum Mill., из названий которых можно составить наименование нового рода.
Русскоязычное название рода бессмертник является использованием в качестве ботанического термина тривиального обобщенного наименования нескольких видов "сухоцветов" - растений, высушенные части которых в течение длительного времени сохраняют декоративность, в том числе различные виды рода Цмин, Кермек, Сухоцвет и другие, которые называют бессмертниками. Бессмертник прицветниковый, типовой вид рода, является одним из самых популярных сухоцветов с яркой разнообразной окраской крупных "цветков".

## Ботаническое описание
Однолетние или многолетние травянистые слабоопушенные растения.
Стебель как правило одиночный, прямостоячий (реже ветвящийся), облиственный, высотой 30-120 см.
Листья простые, очерёдные, с цельными и цельнокрайными пластинками.
Соцветия - гетеро- или гомогамные корзинки, 20-50 мм в диаметре, расположенные по одной на верхушках стебля и его ветвей. Обертки длиной 12-20 мм, чашевидные, с листочками расположенными черепитчато в 4-6 рядов. Практически полностью кожисто-перепончатые, светло-бурые, желтые, серебристые или красноватые. Цветоложе слабо выпуклое, прицветники отсутствуют, с немного возвышенными ячейкамми. 
Цветки трубчатые, часто слабо окрашенные, немногочисленные наружные часто пестичные, остальные обоеполые с пятизубчатым венчиком. 
Семянки 2,2 - 2,5 мм длиной и 0,6-0,7 мм шириной, четырехгранно-призматические, голые, с 4 слабыми жилками, к основанию практически не суженные. Хохолок 6-8 мм длиной из спаянных у основания в кольцо шероховатых щетинок, опадающий целиком или распадающийся на части.
Хромосомное число 2n=24, 28.

## Распространение и экология
Природный ареал охватывает преимущественно территорию южной Австралии. Типовой вид, Бессмертник прицветниковый, культивируется, а также изредка встречается как заносное дикорастущее растение, во многих умеренно теплых и тропических странах обоих полушарий.

## Классификация
Род Бессмертник (Xerochrysum) впервые был описан Николаем Николаевичем Цвелёвым в 1990 году как монофилетический на основе единственного австралийского растения, известного как Гелихризум прицветниковый (Helichrysum bracteatum) и в течение долгого времени культивируемого в России. Однако, отчасти из-за названия научной работы Цвелёва (с указанием, что она относится к русскому виду представителей семейства Астровые) и из-за того, что она была напечатана на русском языке, статья во многом оказалась незамеченной зарубежными систематиками. По этой причине годом позже за авторством шведского ботаника Арне Андерберга и доктора Laurie Haegi, специалиста по австралийской флоре семейства пасленовых, астровых и рода протея, на основании того же вида, Гелихризум прицветниковый (Helichrysum bracteatum), было предложено выделить новый род Bracteantha. Позднее, когда синонимика родов была установлена в 2001 году американским систематиком Рэндоллом Джеймсом Байером (англ. Randall James Bayer), все виды рода Bracteantha были отнесены к роду Бессмертник (Xerochrysum).

### Таксономия[10]
Xerochrysum Tzvelev, 1990, Novosti Sist. Vyssh. Rast. 27: 151
Род Бессмертник относится к семейству Астровые (Asteraceae) порядка Астроцветные (Asterales). Кладограмма в соответствии с Системой APG IV:
|  |                                      |  |                                   |                                   |                    |  | ещё 10 семейств |               |                 |                                                                               |
|  |                                      |  |                                   |                                   |                    |  |                 |               |                 | 9 подтвержденных и 13 в статусе "непроверенных" видов и инфравидовых таксонов |
|  |                                      |  |                                   | порядок Астроцветные              |                    |  |                 |               | род Бессмертник |                                                                               |
|  |                                      |  |                                   | порядок Астроцветные              |                    |  |                 |               | род Бессмертник |                                                                               |
|  | отдел Цветковые, или Покрытосеменные |  |                                   |                                   | семейство Астровые |  |                 |               |                 |                                                                               |
|  | отдел Цветковые, или Покрытосеменные |  |                                   |                                   |                    |  |                 |               |                 |                                                                               |
|  |                                      |  | ещё 63 порядка цветковых растений | ещё 63 порядка цветковых растений |                    |  |                 | ещё 1804 рода | ещё 1804 рода   |                                                                               |
|  |                                      |  |                                   | ещё 63 порядка цветковых растений |                    |  |                 |               | ещё 1804 рода   |                                                                               |

## Виды
- в статусе подтвержденных
  - Xerochrysum bicolor  (Lindl.)  R.J.Bayer 
  - Xerochrysum bracteatum  (Vent.)  Tzvelev  — Бессмертник прицветниковый
  - Xerochrysum leucopsideum  (DC.)  Paul G.Wilson 
  - Xerochrysum macranthum  (Benth.)  Paul G.Wilson 
  - Xerochrysum milliganii  (Hook.f.)  Paul G.Wilson 
  - Xerochrysum palustre  (Flann)  R.J.Bayer 
  - Xerochrysum papillosum  (Labill.)  R.J.Bayer 
  - Xerochrysum subundulatum  (Sch.Bip.)  R.J.Bayer 
  - Xerochrysum viscosum  (DC.)  R.J.Bayer

в статусе непроверенных
- - Xerochrysum andrewiae  T.L.Collins & J.J.Bruhl 
  - Xerochrysum banksii  (A.Cunn. ex DC.) T.L.Collins & I.Telford 
  - Xerochrysum berarngutta  T.L.Collins & I.Telford 
  - Xerochrysum collierianum  A.M.Buchanan 
  - Xerochrysum copelandii  J.J.Bruhl & I.Telford 
  - Xerochrysum frutescens  J.J.Bruhl & I.Telford 
  - Xerochrysum gudang  T.L.Collins & J.J.Bruhl 
  - Xerochrysum hispidum  T.L.Collins & I.Telford 
  - Xerochrysum macsweeneyorum  T.L.Collins 
  - Xerochrysum murapan  T.L.Collins & I.Telford 
  - Xerochrysum neoanglicum  J.J.Bruhl & I.Telford 
  - Xerochrysum strictum  T.L.Collins & J.J.Bruhl 
  - Xerochrysum wilsonii  T.L.Collins